# De todas las flores
De todas las flores es el noveno álbum de estudio de la cantautora mexicana Natalia Lafourcade, lanzado el 28 de octubre de 2022 por Sony Music Entertainment México. El álbum consta de 12 pistas originales. 
Dos sencillos fueron lanzados como oficiales acompañados de un vídeo lírico; el primero de ellos «De todas las flores» salió a la luz el 22 de septiembre de 2022, posteriormente se publicó «Mi manera de querer» el 26 de octubre del mismo año. El álbum está inspirado en una variedad de géneros latinos de jazz y folk, incluidos el bolero, la cumbia, el bossa nova, la samba y el son jarocho.
De todas las flores fue el primer álbum de Natalia con material completamente original en siete años, desde Hasta la raíz de 2015. Fue producido por el músico franco-mexicano Adán Jodorowsky, una vez vecino de Lafourcade en la Ciudad de México, quien también reclutó al guitarrista estadounidense Marc Ribot, al bajista estadounidense Sebastián Steinberg y al percusionista francés Cyril Atef para tocar en el álbum. En el disco también participa el pianista y arreglista Emilio Dorantes.
Natalia describió el álbum como su «diario musical», explorando temas de angustia, pérdida y dolor. Se inspiró en la naturaleza, especialmente en el jardín de su casa en Xalapa, Veracruz. El título del álbum «hace referencia a las flores internas que se han marchitado y las que aún florecen». Las influencias de Lafourcade para el álbum incluyen a Violeta Parra, Omara Portuondo y Joni Mitchell. El álbum fue grabado íntegramente en cinta magnética en un pueblo de Texas cerca de El Paso.

## Recepción
De todas las flores fue recibido con elogios de la crítica, y varias publicaciones lo incluyeron entre los mejores álbumes de 2022. Thom Jurek de AllMusic elogió «la emoción, la aventura y el sabor exquisito» del álbum y describió el canto de Lafourcade como «cálido, inmediato, íntimo y dominante». El crítico musical Anthony Fantano lo nombró el mejor álbum del año.

### Listas de fin de año
| Publicación                 | Menciones                       | Posición | Ref.   |
| --------------------------- | ------------------------------- | -------- | ------ |
| NPR Music                   | Los 50 mejores álbumes de 2022  | 15       | [ 12 ] |
| Rolling Stone               | Los 100 mejores álbumes de 2022 | 95       | [ 13 ] |
| The San Diego Union-Tribune | Los mejores álbumes de 2022     | n/a      | [ 14 ] |
| Slant Magazine              | Los 50 mejores álbumes de 2022  | 33       | [ 15 ] |

## Lista de canciones
| N.º | Título                       | Duración |  |
| 1.  | «Vine solita»                | 6:26     |  |
| 2.  | «De todas las flores»        | 5:22     |  |
| 3.  | «Pasan los días»             | 6:43     |  |
| 4.  | «Llévame viento»             | 6:25     |  |
| 5.  | «El lugar correcto»          | 3:51     |  |
| 6.  | «Pajarito colibrí»           | 5:08     |  |
| 7.  | «María la Curandera»         | 6:13     |  |
| 8.  | «Caminar bonito»             | 3:57     |  |
| 9.  | «Mi manera de querer»        | 3:53     |  |
| 10. | «Muerte»                     | 5:49     |  |
| 11. | «Canta la arena»             | 6:02     |  |
| 12. | «Que te vaya bonito Nicolás» | 6:47     |  |

## Listas

### Semanales
| País   | Lista                             | Mejor posición | Ref.   |
| ------ | --------------------------------- | -------------- | ------ |
| México | Apple Music Chart (Apple Music)   | 6              | [ 16 ] |
| España | Spain Albums Top 100 (PROMUSICAE) | 94             | [ 17 ] |